# FC Emmen
FC Emmen, bildad 21 augusti 1926, är en nederländsk fotbollsklubb från Emmen. Hemmamatcherna spelas på De Oude Meerdijk. 
FC Emmen spelar i Eerste Divisie, den näst högsta divisionen inom nederländsk fotboll.

## Placering senaste säsonger
| Säsong  | Nivå | Liga           | Placering | Referens | Kommentar                      |
| ------- | ---- | -------------- | --------- | -------- | ------------------------------ |
| 2014/15 | 2    | Eerste Divisie | 4         | [ 1 ]    |                                |
| 2015/16 | 2    | Eerste Divisie | 7         | [ 2 ]    |                                |
| 2016/17 | 2    | Eerste Divisie | 9         | [ 3 ]    |                                |
| 2017/18 | 2    | Eerste Divisie | 7         | [ 4 ]    | Uppflyttad till Eredivisie     |
| 2018/19 | 1    | Eredivisie     | 14        | [ 5 ]    |                                |
| 2019/20 | 1    | Eredivisie     | x         | [ 6 ]    | (Coronaviruspandemin)          |
| 2020/21 | 1    | Eredivisie     | 16        | [ 7 ]    | Nedflyttad till Eerste Divisie |
| 2021/22 | 2    | Eerste Divisie | 1         | [ 8 ]    | Uppflyttad till Eredivisie     |
| 2022/23 | 1    | Eredivisie     |           |          |                                |

## Spelare

### Spelartrupp
| Nr | Land          | Pos | Namn                              |
| -- | ------------- | --- | --------------------------------- |
| 1  | Tyskland      | MV  | Eric Oelschlägel                  |
| 2  | Nederländerna | F   | Keziah Veendorp                   |
| 3  | Nederländerna | F   | Jeff Hardeveld                    |
| 4  | Nederländerna | F   | Jeroen Veldmate (lagkapten)       |
| 5  | Peru          | F   | Miguel Araujo                     |
| 6  | Nederländerna | MF  | Maikel Kieftenbeld                |
| 7  | Tyskland      | A   | Rui Mendes                        |
| 8  | Frankrike     | MF  | Lucas Bernadou                    |
| 9  | Nederländerna | A   | Richairo Živković                 |
| 10 | Nederländerna | MF  | Mark Diemers (lån från Feyenoord) |
| 11 | Finland       | A   | Jasin Assehnoun                   |
| 12 | Nederländerna | MF  | Remi van Ekeris                   |
| 13 | Belgien       | F   | Michaël Heylen                    |
| 15 | Peru          | A   | Gonzalo Sánchez                   |
| 16 | Nederländerna | MV  | Kyan van Dorp                     |

| Nr | Land          | Pos | Namn                                         |
| -- | ------------- | --- | -------------------------------------------- |
| 17 | Peru          | A   | Fernando Pacheco (lån från Sporting Cristal) |
| 18 | Nederländerna | F   | Lorenzo Burnet                               |
| 19 | Nederländerna | MF  | Ben Scholte                                  |
| 20 | Nederländerna | MF  | Jari Vlak                                    |
| 21 | Nederländerna | F   | Maurilio de Lannoy                           |
| 23 | Marocko       | MF  | Ahmed El Messaoudi                           |
| 24 | Nederländerna | F   | Julius Dirksen                               |
| 26 | Nederländerna | MV  | Max Wolfs                                    |
| 27 | Frankrike     | MF  | Azzeddine Toufiqui                           |
| 29 | Frankrike     | F   | Arnaud Luzayadio                             |
| 30 | Nederländerna | A   | Mart Lieder                                  |
| 32 | Nederländerna | MV  | Mickey van der Hart                          |
| 34 | Belgien       | F   | Mohamed Bouchouari (lån från Anderlecht)     |
| 77 | Nederländerna | A   | Ole Romeny                                   |
| 99 | Turkiet       | A   | Metehan Güçlü                                |